# St-Jean-Baptiste (Bonneville)

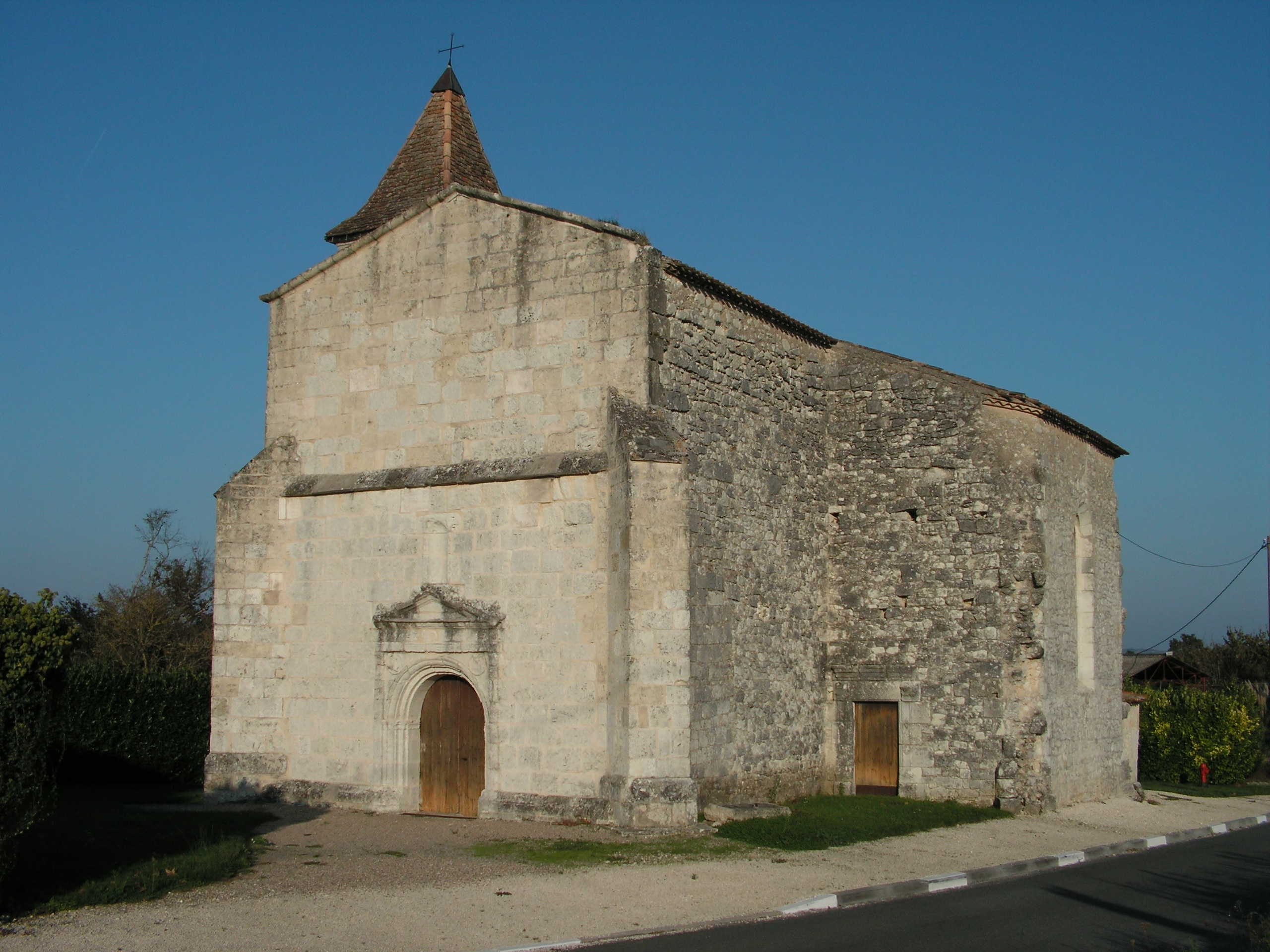
Kirche St-Jean-Baptiste in Bonneville

Die katholische Kirche St-Jean-Baptiste in Bonneville, einem Ortsteil der französischen Gemeinde Bonneville-et-Saint-Avit-de-Fumadières im Département Dordogne der Region Nouvelle-Aquitaine, wurde ursprünglich im 13. Jahrhundert errichtet. Die Kirche ist seit 1943 ein geschütztes Baudenkmal (Monument historique).

## Beschreibung
Die Pfarrkirche, die lange dem Malteserorden unterstand, ist ein größtenteils aus Bruchstein errichteter gotischer Bau des 13. Jahrhunderts, dessen Portalfassade im 16. Jahrhundert erneuert wurde. Der Glockenturm an der Nordseite wurde im 18. Jahrhundert hinzugefügt. Der fensterlose Saalbau wird von einem Rippengewölbe bedeckt. Die polygonale und von fünf Fenstern belichtete Apsis wird von einer rippenunterzogenen Kalotte überwölbt. Das Portal an der Westseite wird von einem Fronton bekrönt und von zwei seitlichen Medaillons geschmückt.